# Sideroxylon eucoriaceum
Sideroxylon eucoriaceum là một loài thực vật thuộc họ Sapotaceae. Loài này có ở Guatemala và México.